# Ditrochäus
Der Ditrochäus (auch Dichoreus; altgriechisch διτρόχαιος ditrochaios; lateinisch ditrochaeus) ist in der antiken Verslehre ein viergliedriger Versfuß nach dem Schema
—◡—◡
Der Name „doppelter Trochäus“ bezieht sich darauf, dass er der trochäischen Dipodie und damit dem trochäischen Metron entspricht. Er erscheint in Verbindung mit anderen Kola und als Klausel in der Rhetorik.
Im 19. Jahrhundert wurde als Eindeutschung gelegentlich die Bezeichnung Doppelfaller vorgeschlagen bzw. verwendet, in der wissenschaftlichen Literatur der Zeit wurde diese aber nicht rezipiert, da der Ditrochäus außerhalb der Poetik antiker Literatur keine Bedeutung hat.